# Schweskau
Schweskau ist ein Ortsteil der Gemeinde Lemgow im Landkreis Lüchow-Dannenberg in Niedersachsen.
Schweskau ist heute mit dem Lemgower Ortsteil Puttball zu einer Ortslage zusammengewachsen.

## Geschichte
Am 1. Juli 1972 wurde Schweskau in die Gemeinde Lemgow eingegliedert.

## Kirche

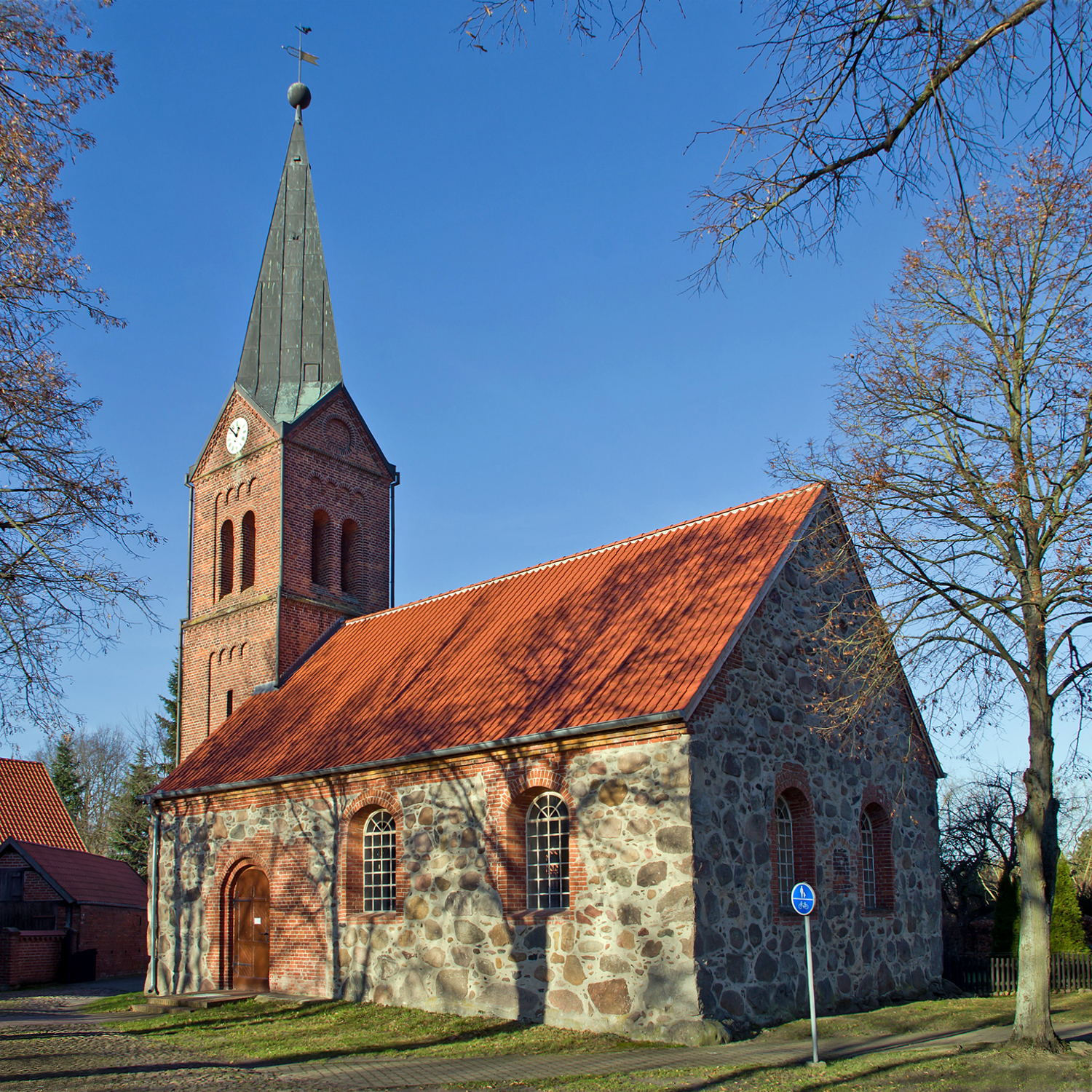
St.-Antonius-Kapelle

- Ev. St.-Antonius-Kapelle[2]

## Söhne und Töchter
- Engelbert Sander (1929–2004), Gewerkschafter und Politiker (SPD)